# Guild (gitaarbouwer)

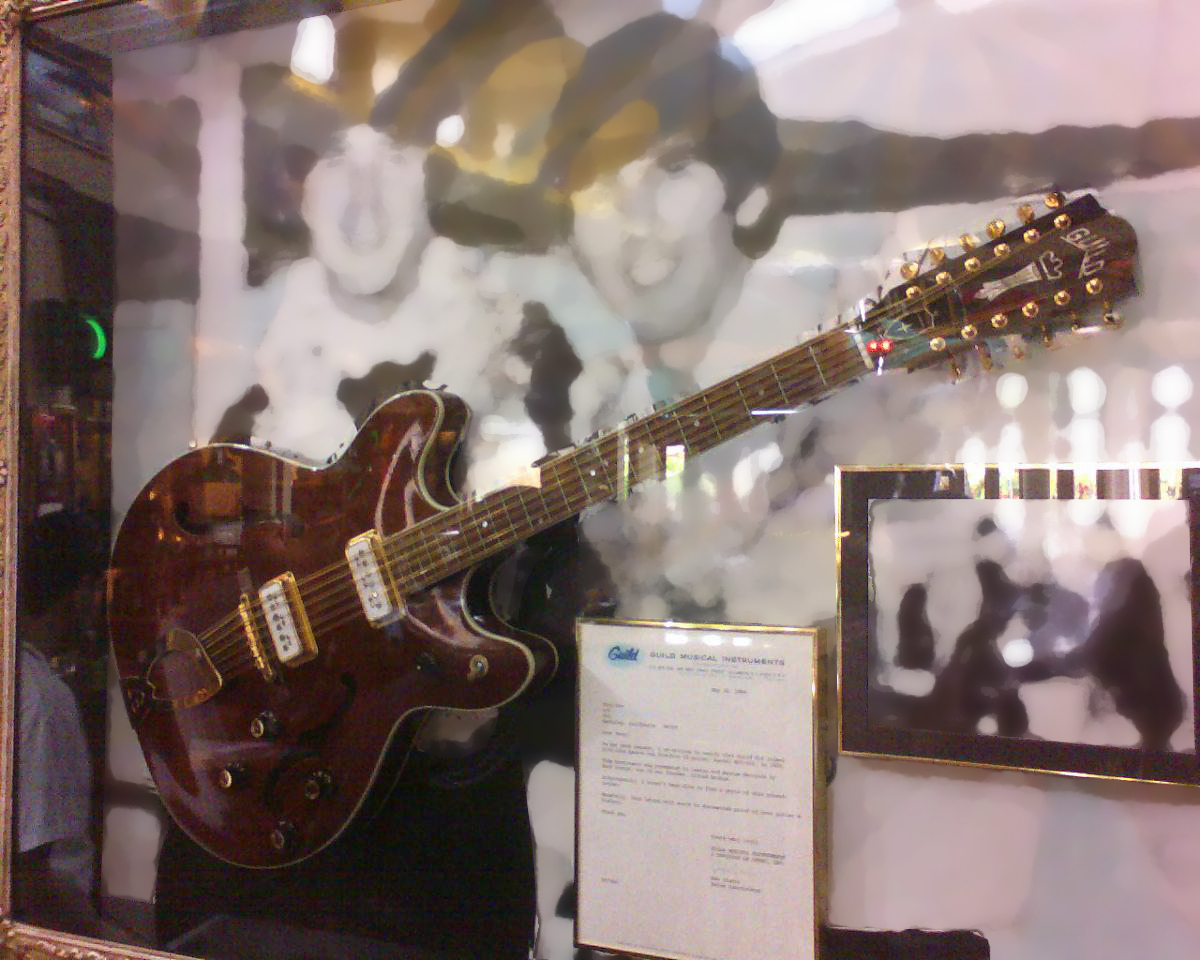
De twaalfsnarige 1966 Guild Starfire XII-gitaar van John Lennon

De Guild Guitar Company is een Amerikaanse, in Oxnard (Californië) gevestigde gitaarfabrikant. Het bedrijf werd in 1952 opgericht in New York door Alfred Dronge, een gitarist en eigenaar van een muziekwinkel, en George Mann, een voormalig directeur van de Epiphone Guitar Company. De eerste gitaar werd in 1953 gebouwd.
In 1956 verhuisde het bedrijf naar Hoboken. Na de verkoop in 1966 aan Avnet Corporation verhuisde Guild naar Westerly.
In 1995 werd Guild onderdeel van Fender Musical Instruments Corporation. Het bedrijf werd in 2001 verplaatst naar Corona in Californië. Na verhuizingen naar Tacoma en New Hartford keerde het bedrijf in 2014 terug naar Californië, nadat het in dat jaar was overgenomen door de Córdoba Music Group.
In 2023 werd de Córdoba Music Group aangekocht door Yamaha.
Guild bleef al die jaren in gebruik als merknaam.